# She・愛・最前線
「She・愛・最前線」（シー・あい・さいぜんせん）は、1981年6月21日にフォーライフ・レコードから発売されたANKHの3枚目のシングル。

## 収録曲
| 全作曲: 藤崎良、全編曲: 鷺巣詩郎。 |                        |            |            |      |
| #                                  | タイトル               | 作詞       | 作曲・編曲 | 時間 |
| 1.                                 | 「She・愛・最前線」    | 大津あきら | 藤崎良     | 3:58 |
| 2.                                 | 「ふりむくなオンナ達」 | 篠塚満由美 | 藤崎良     | 3:53 |
| 合計時間:                          | 合計時間:              | 合計時間:  | 7:51       |      |